# Ганнівська сільська рада (Братський район)
Га́ннівська сільська́ ра́да — адміністративно-територіальна одиниця та орган місцевого самоврядування у Братському районі Миколаївської області. Адміністративний центр — село Ганнівка.

## Загальні відомості
- Населення ради: 1 143 особи (станом на 2001 рік)

## Населені пункти
Сільській раді були підпорядковані населені пункти:
- с. Ганнівка
- с. Воронине
- с. Дарниця
- с. Єлизаветівка
- с. Мостове
- с. Новофедорівка
- с. Цибульки

## Склад ради
Рада складалася з 15 депутатів та голови.
- Голова ради: Ботнар Ірина Миколаївна
- Секретар ради: Дзензура Тетяна Павлівна

### Керівний склад попередніх скликань
| Прізвище, ім'я, по батькові     | Основні відомості                                            | Дата обрання | Дата звільнення |
| ------------------------------- | ------------------------------------------------------------ | ------------ | --------------- |
| Москаленко Валентина Григорівна | Сільський голова, 1956 року народження, член Народної партії | 26.03.2006   | 31.10.2010      |
| Ботнар Ірина Миколаївна         | Сільський голова, 1969 року народження, освіта вища          | 31.10.2010   |                 |

Примітка: таблиця складена за даними сайту Верховної Ради України

### Депутати
За результатами місцевих виборів 2010 року депутатами ради стали:

#### За суб'єктами висування
| Суб'єкт висування                                       | Кількість обраних депутатів | %    |
| ------------------------------------------------------- | --------------------------- | ---- |
| Партія регіонів                                         | 7                           | 46,7 |
| Комуністична партія України                             | 3                           | 20   |
| Народна партія                                          | 3                           | 20   |
| Політична партія Всеукраїнське об'єднання «Батьківщина» | 1                           | 6,7  |
| Політична партія «Сильна Україна»                       | 1                           | 6,7  |

#### За округами
| № округу                                                | Прізвище, ім'я, по батькові      | Дата визнання обраним | Освіта             | Партійна приналежність                        | Відомості про обраного депутата                      |
| ------------------------------------------------------- | -------------------------------- | --------------------- | ------------------ | --------------------------------------------- | ---------------------------------------------------- |
| Комуністична партія України                             |                                  |                       |                    |                                               |                                                      |
| 10                                                      | Гончаров Микола Григорович       | 02.11.2010            | середня            | член Комуністичної партії України             | пенсіонер                                            |
| 13                                                      | Добровольська Ніна Володимирівна | 02.11.2010            | середня            | член Комуністичної партії України             | Магазин с. Мостове, продавець                        |
| 15                                                      | Силенко Станіслав Григорович     | 02.11.2010            | середня            | член Комуністичної партії України             | тимчасово не працює                                  |
| Народна Партія                                          |                                  |                       |                    |                                               |                                                      |
| 1                                                       | Клименко Ольга Федорівна         | 02.11.2010            | середня спеціальна | член Народної партії                          | Ганнівська СЛА, медична сестра                       |
| 5                                                       | Москаленко Валентина Григорівна  | 02.11.2010            | середня спеціальна | член Народної партії                          | пенсіонер                                            |
| 9                                                       | Дзензура Тетяна Павлівна         | 02.11.2010            | середня спеціальна | член Народної партії                          | Ганнівська сільська рада, секретар                   |
| Партія регіонів                                         |                                  |                       |                    |                                               |                                                      |
| 2                                                       | Вотрін Олександр Олександрович   | 02.11.2010            | середня            | член Партії регіонів                          | ФГ «Солідарність», голова                            |
| 3                                                       | Бурдига Анатолій Борисович       | 02.11.2010            | середня            | член Партії регіонів                          | ФГ «Солідарність», водій                             |
| 6                                                       | Рувінська Оксана Анатоліївна     | 02.11.2010            | середня спеціальна | член Партії регіонів                          | тимчасово не працює                                  |
| 7                                                       | Боляк Світлана Григорівна        | 02.11.2010            | вища               | член Партії регіонів                          | Ганнівська загальноосвітня школа I-III ст., вчитель  |
| 8                                                       | Карпова Ніна Миколаївна          | 02.11.2010            | середня            | член Партії регіонів                          | тимчасово не працює                                  |
| 11                                                      | Галеба Сергій Анатолійович       | 02.11.2010            | середня спеціальна | член Партії регіонів                          | ФГ «Старт», агроном                                  |
| 12                                                      | Ткаченко Ольга Мілентіївна       | 02.11.2010            | середня            | член Партії регіонів                          | пенсіонер                                            |
| Політична партія Всеукраїнське об'єднання «Батьківщина» |                                  |                       |                    |                                               |                                                      |
| 14                                                      | Омелечкіна Інна Валеріївна       | 02.11.2010            | середня спеціальна | член Всеукраїнського об'єднання «Батьківщина» | приватний підприємець                                |
| Політична партія «Сильна Україна»                       |                                  |                       |                    |                                               |                                                      |
| 4                                                       | Москаленко Тетяна Володимирівна  | 02.11.2010            | середня            | член Політичної партії «Сильна Україна»       | Ганнівський дошкільний навчальний заклад, вихователь |

## Населення
Згідно з переписом УРСР 1989 року чисельність наявного населення сільської ради становила 1238 осіб, з яких 547 чоловіків та 691 жінка.
За переписом населення України 2001 року в сільській раді мешкало 1140 осіб.

### Мова
Розподіл населення за рідною мовою за даними перепису 2001 року:
| Мова       | Відсоток |
| ---------- | -------- |
| українська | 89,33 %  |
| молдовська | 7,00 %   |
| російська  | 2,10 %   |
| вірменська | 1,40 %   |
| білоруська | 0,17 %   |